# Southwest Michigan Regional Airport

i7
i11
i13
Der Southwest Michigan Regional Airport (IATA-Code: BEH, ICAO-Code: KBEH) ist ein Regionalflughafen im Südwesten des Bundesstaates Michigan in den Vereinigten Staaten. Er gehört zu den Städten Benton Harbor und St. Joseph, die drei beziehungsweise sechs Kilometer vom Flughafen entfernt liegen. Der nächste internationale Flughafen ist der O’Hare International Airport in Chicago in einer Entfernung von ungefähr 120 Kilometern. Der Southwest Michigan Regional Airport wurde früher von der Mesaba Airlines bedient, die täglich mehrere Flüge zum Metropolitan Wayne County Airport in Detroit, dem Drehkreuz der Northwest Airlines anbot. Heute wird er nur noch von privaten Piloten und Firmenfliegern benutzt.
Er besteht aus mehreren Gebäuden wie Hangars und Verwaltungsgebäude, drei jeweils 30 Meter breiten, asphaltierten Start- und Landebahnen mit Längen zwischen 762 und 1557 Metern und einem Rollweg.

## Geschichte
1939 kauften die Städte Benton Harbor und St. Joseph zunächst 20 ha und später zusätzliche 26 ha Land von der Ross Carrier Company und eröffneten am 2. Januar 1940 den Flughafen Ross Field. 1944 wurde der Flughafen um weitere 103 ha vergrößert und in Twin Cities Airport umbenannt. Zur Verwaltung wurde die Twin Cities Airport Direktion gegründet, an der Benton Harbor mit 63 Prozent und St. Joseph mit 37 Prozent beteiligt sind. Für Kosten von 50.000 US-$ wurde die Rollbahn 9/27 1950 von 1.310 m auf die heutige Länge von 1.557 m verlängert. 1958 baute die Whirlpool Corporation für 100.000 US-Dollar einen Hangar, um ihren Firmenjet – eine Douglas DC-3 – dort zu stationieren. 1959 erteilte die amerikanische Luftfahrtbehörde der Fluggesellschaft North Central Airlines die Lizenz, den Southwest Michigan Regional Airport anzufliegen und ab dem 1. Januar 1960 begann die Gesellschaft, mit Convair CV-340-Flugzeugen zwischen dem Southwest Michigan Regional Airport und dem O’Hare International Airport zu pendeln. 1966 zog die Passagierabfertigung vom alten Terminal westlich der Rollbahn 18/36 in das neue Terminal östlich der Rollbahn um. Im Jahr 1973 wurden ein neuer Tower und eine neue Wartungshalle mit einer Fläche von 9000 m2 gebaut. Am 1. Juni 1975 wurde das erste Feuerwehrfahrzeug in Betrieb genommen. Im Dezember 1982 stellte die North Central Airlines ihren Betrieb ein und die Mississippi Valley Airlines übernahm den Flugservice nach Chicago. 1984 bis 1987 übernahm wiederum die Air Wisconsin Airlines die Flugroute. Seinen heutigen Namen erhielt der Flughafen im Jahr 1994. Am 15. Juni 1995 nahm die Fluggesellschaft Mesaba Airlines den Flugbetrieb nach Detroit auf. 1999 wurde das Terminal nach H. B. Ross benannt, um ihn für seine Verdienste um die Gründung des Flughafens zu ehren. Am 31. August 2000 beendete die Mesaba Airlines die Flüge nach Detroit aufgrund fehlender Profitabilität. Seither wird der Flughafen nur noch von Geschäftsfliegern genutzt. Im Jahr 2001 bauten die Firmen Ross Warner und Randy Rue jeweils einen 40 × 55 m großen Hangar.